# Synegia albibasis
Synegia albibasis là một loài bướm đêm trong họ Geometridae.